# Чармінар
Чармінар (гінді चार मीनार, урду چار مینار, буквальний переклад: «Чотири Вежі» або «Мечеть Чотирьох мінаретів») — важлива архітектурна пам'ятка міста Хайдарабада, адміністративного центру Андхра-Прадешу, Індія.

## Архітектура
Чармінар — будівля із чотирма колонами та мінаретами (на 48,7 метрів вище основи). На другому поверсі розташована мечеть (найдавніша в місті). Спіральна драбина (що налічує 149 сходинок) веде до оглядового майданчика, із якого відкривається чудовий краєвид.
Із кожного боку мечеті розташовані арки (11 метрів ушир, 20 метрів уздовж), що виходять на схід, південь, захід та північ.

## Історія
Голкондський султан Мухаммед Кулі Кутб Шах, що переніс столицю султанату до Хайдарабаду, побудував мечеть у 1591 році на згадку про закінчення епідемії чуми в місті.